# Baruta
Baruta is een gemeente in de Venezolaanse staat Miranda. De gemeente telt 326.000 inwoners. De hoofdplaats is Nuestra Señora del Rosario.